# Port lotniczy Esbjerg
Port lotniczy Esbjerg (IATA: EBJ, ICAO: EKEB) – międzynarodowy port lotniczy położony 9,2 km na północny wschód od Esbjergu, w Danii.

## Linie lotnicze i połączenia
| Linia lotnicza | Kierunek     |
| -------------- | ------------ |
| AIS Airlines   | 1. Stavanger |
| Loganair       | 1. Aberdeen  |
| Lumiwings      | 1. Tuzla     |